# Elektronische Zeitung
Eine elektronische Zeitung, auch E-Zeitung oder digitale Zeitung, etwas mehrdeutig auch Online-Zeitung, ist die elektronische bzw. digitale Version einer Zeitung, die mittels Datenfernübertragung übertragen und an einem Bildschirm dargestellt werden kann. Das Format, in dem die Zeitung erscheint wird als ePaper bezeichnet.

## Geschichte
Die erste elektronische Zeitung war der Columbus Dispatch; sie ging im Juli 1980 über den Online-Dienst CompuServe als Experiment an den Start und kostete die damals 3000, über die USA und Kanada verstreut angeschlossenen Leser 5 US-Dollar pro Stunde. 13 weitere Zeitungen speisten wenig später regelmäßig ihre Inhalte dort ein.
Die weltweit erste Tageszeitung, die ein täglich erscheinendes E-Paper-Angebot bereitstellte, war die Rhein-Zeitung im Jahr 2001. Inzwischen bieten fast alle Magazine und Zeitungen, die traditionell als Print-Produkt erscheinen, auch eine E-Paper-Ausgabe der gedruckten Version im Internet an.

## Technik
Die Internet-basierte Ausgabe einer Zeitung am Bildschirm wird oft als interaktive Grafik ähnlich der Papierausgabe im Zusammenspiel mit Techniken wie JavaScript und Cascading Style Sheets gestaltet. Die einzelnen Artikel sind meist auswählbar und können in einem Fenster als größere Grafik oder in Textversion lesbar gemacht werden.
Bei vielen Internetversionen werden die Seiten und Artikel als verschlüsselte PDF-Datei erstellt. Die Verschlüsselung mit einer Digitalen Rechteverwaltung (englisch Digital Rights Management, DRM) bewirkt, dass manche Artikel, insbesondere aus einem Archiv, nicht ohne Weiteres kopiert, gedruckt und weitergegeben werden können. Die PDF-Datei lässt sich nur im PDF-Betrachter am Bildschirm lesen. In der Regel kommt dabei das Rechte-Management der Firma Adobe und deren kostenlos verteiltes Programm Adobe Reader zum Einsatz.
Inzwischen werden digitale Zeitungen zusätzlich als App für verschiedene – insbesondere mobile – Betriebssysteme angeboten. Die Zahl der registrierten Benutzer ist Grundlage für die Berücksichtigung von E-Paper-Exemplaren in der IVW-geprüften Auflage.
Aufgrund der zunehmenden Verbreitung mobiler Lesegeräte (Smartphones, Tablet-PC) App-basierte Angebote ist ein starker Trend, wobei sich die Darstellung dynamisch an die Displaygröße des verwendeten Lesegerätes anpasst. Apps bieten jedoch keine 1:1-Darstellung ihrer gedruckten Pendants, ihre Nutzung wird daher von der IVW zwar als mobiler Zugriff auf die Internet-Angebot einer Zeitung/Zeitschrift registriert, jedoch nicht als Auflage gewertet.
Mit Hilfe spezieller Zeitungsdrucker und Zeitungskioske kann die elektronische Zeitung auch als Papierversion, zum Teil sogar im Originalformat, ausgegeben werden. Ein System für den tagesaktuellen Zeitungsdruck internationaler Zeitungen ist beispielsweise das von „Satellite Newspapers“, das besonders in Hotels, Zeitungsläden und an Flughäfen Verwendung findet, da dabei der übliche zentrale Druck mit anschließender Distribution entfällt.

## Verbreitung
Viele Tageszeitungen bieten im Rahmen des Abonnements auch ein Online-Archiv an, das jedoch unterschiedliche Qualität hat und teilweise nur den Zugriff auf die jeweils letzten Jahre erlaubt.
Benutzer öffentlicher Bibliotheken können seit 2007 über die Onleihe auf PDF-Ausgaben ausgewählter E-Paper (Tages- und Wochenzeitungen sowie Zeitschriften) zugreifen. Daneben gibt es weitere Dienste wie PressDisplay/PressReader über das Munzinger-Archiv. Die Beschaffung erfolgt über Konsortien, zu denen sich die Bibliotheken zusammenschließen. Diese Angebote ergänzen den Zugriff auf Pressearchive wie Genios, die auch ältere Volltexte erschließen.
Im Januar 2016 wurde bekannt, dass die Lufthansa die Bordexemplare abschaffen wolle. Die Fluggäste erhielten stattdessen Zugriff auf E-Paper-Ausgaben, hieß es in der taz. Gedruckte Zeitungen seien nur noch in den Flughäfen Berlin, Düsseldorf, Frankfurt, Hamburg, München und Stuttgart am Boden erhältlich, außerdem in der Business und in der First Class. Die Fluglinie erklärte, damit auf die geänderten Gewohnheiten ihrer Kunden zu reagieren.